# Guarigione del servo del centurione

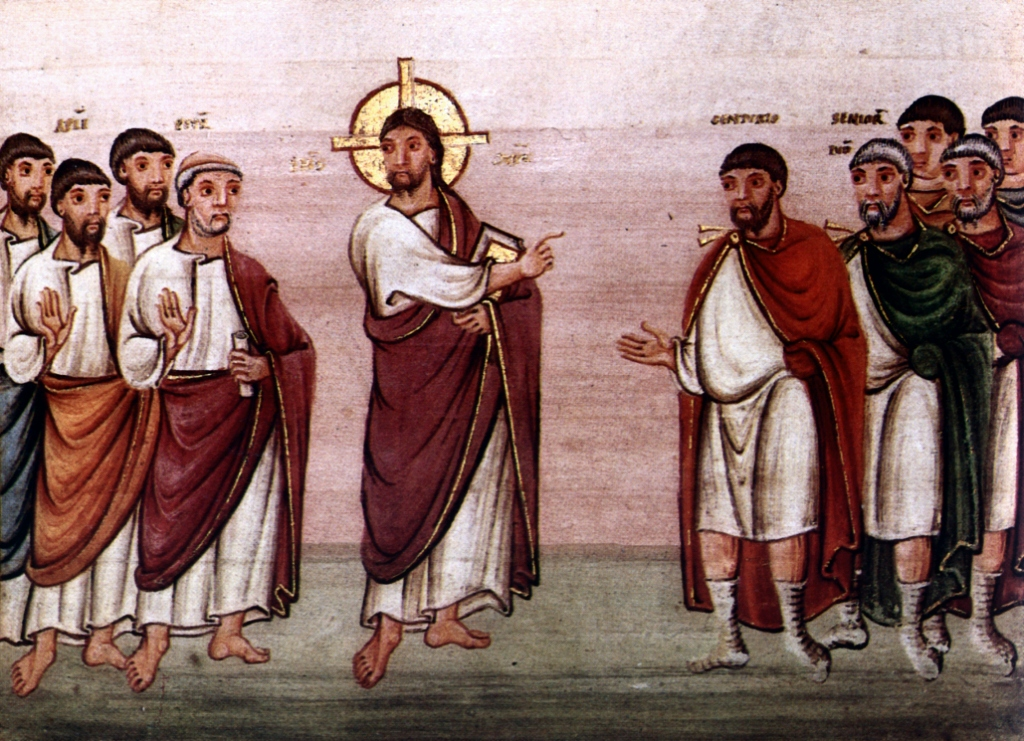
Cristo e il centurione di Cafarnao, miniatura dal Codex Egberti.

La guarigione del servo del centurione è un miracolo di Gesù operato durante il suo ministero a Cafarnao tramandato nel Vangelo secondo Matteo (8,5-13) e nel Vangelo secondo Luca (7,1-10).

## Storia
Durante il ministero di Gesù in Galilea, incontra un ufficiale pagano stanziatosi a Cafarnao che intercede per la guarigione di un suo servo malato. Luca afferma che l'uomo fece appello ad alcuni emissari giudei affinché intercedessero per la causa del servo morente.

## Vangelo di Matteo
Secondo il vangelo di Matteo, il centurione si era recato da Gesù dicendogli: 
Gesù gli aveva risposto che sarebbe andato a casa sua e lo avrebbe guarito, al che il centurione aveva esclamato: 

Gesù si era allora rivolto alla moltitudine che lo seguiva e aveva esclamato: 

## Vangelo di Luca
Secondo il vangelo di Luca, il servo del centurione era a lui molto caro. Ora questi si era ammalato e stava per morire, e il centurione aveva mandato una delegazione di anziani giudaici da Gesù per implorarlo di salvargli la vita.
Si ravvisa, quindi, una discordanza tra il resoconto del Vangelo secondo Luca - in cui il centurione manda a chiedere aiuto a Gesù, non ritenendosi degno di farlo personalmente, prima un gruppo di anziani Giudei e dopo un gruppo di amici - e quello del Vangelo secondo Matteo, in cui il centurione va invece personalmente da Gesù a chiedere aiuto.